# Halimocnemis karelinii
Halimocnemis karelinii är en amarantväxtart som beskrevs av Horace Bénédict Alfred Moquin-Tandon. Halimocnemis karelinii ingår i släktet Halimocnemis och familjen amarantväxter. Inga underarter finns listade i Catalogue of Life.